# 和信集团 (韩国)

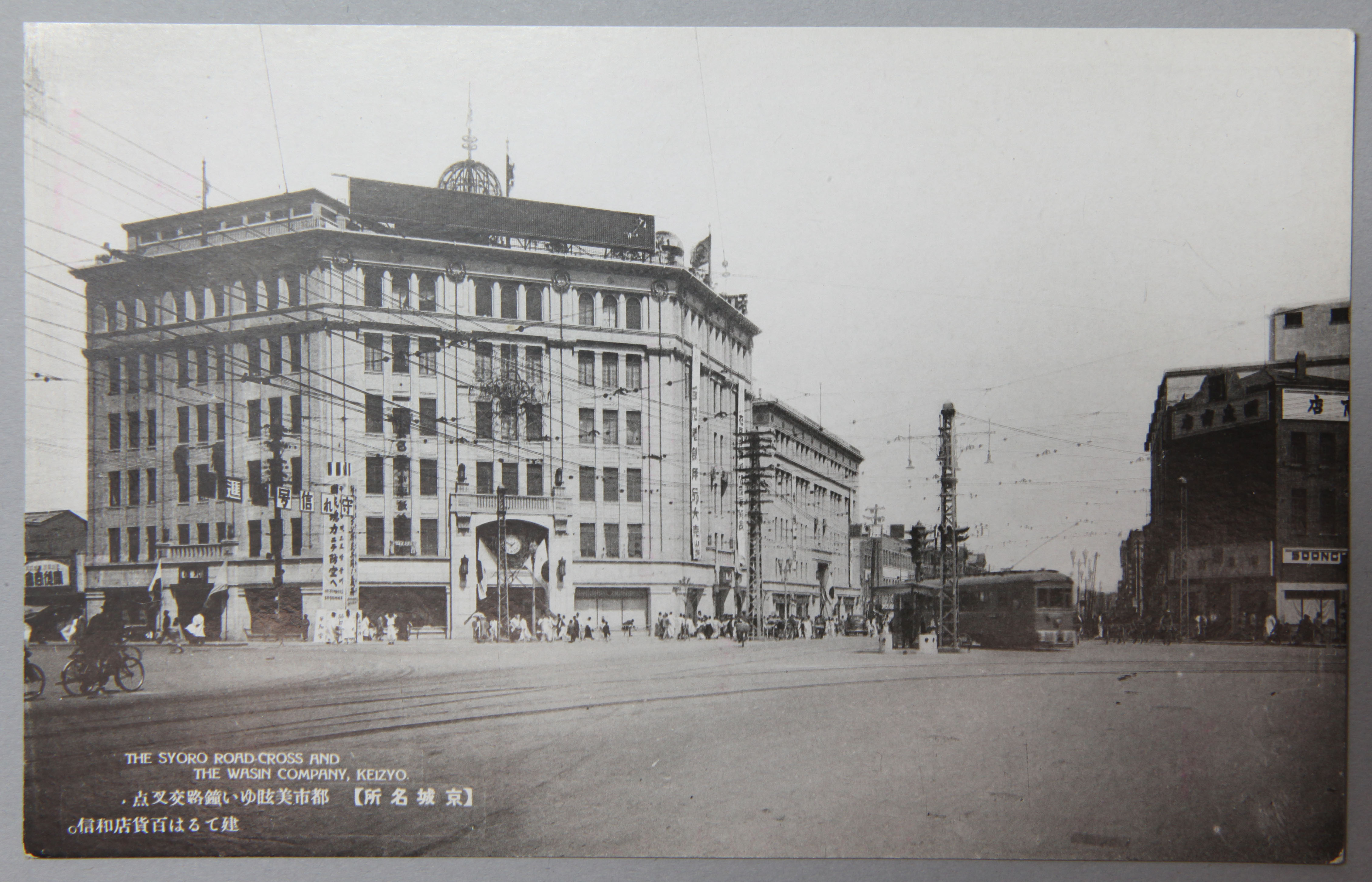
和信百货

和信集团，韩国早期大财阀之一，创始人是朴兴植。
朴兴植1903年出生于朝鲜平安南道，年幼时哥哥和父亲去世。他靠家里的土地供养母亲，后在当地从事印刷和棉花生产。1926年，他在首尔成立鲜一纸物株式会社（韓語：선일지물）。鲜一纸物的成功使他后又进一步投资于使他取得巨大成功的位于首尔钟路大街的和信百货，从事与中国和东南亚的批发和零售贸易:10。和信百货号称是日治时期唯一一家能与三菱、立山黑部、三中井和平田等日本企业竞争的韩国本土百货公司:12。
1946年12月，朴兴植将公司改组，更名为和信贸易公司，由他的外甥管理。1948年，和信在香港设立分支机构。1950年1月，和信并入了拥有3亿元资金的“和信工业”，还控制了帝国纺织公司的仁川工厂。1953年，和信建立咸兴纺织公司:19。1965年，和信集团位列韩国第十大财阀:25。1980年，和信百货长期经营不善，宣布破产。其商场用地被三星集团会长李健熙购得，改建为钟路塔。